# Batiburrillo
El batiburrillo o batisburrillo es un caldo de menudencias perteneciente a la gastronomía de Paraguay, originado en el departamento de Misiones. Fue desarrollado por un inmigrante vasco llamado Sebastián Sasiaín Zubillaga, oriundo de Salinas de Léniz quien se asentó en dicha región paraguaya junto a su esposa Brígida Zubía en 1926. Sebastián también diseñó una bebida para acompañarlo, el "siriki" un refresco a base de caña blanca, soda y limón.

## Historia
En la estancia de Lorenzo Irún Alegre y en la del hermano de Sebastián, Ruperto Sasiaín Zubillaga se alimentaba a las ovejas exclusivamente con leche desde su nacimiento y cuando llegaba al peso deseado, Sebastián las trasladaba a otros establecimientos para faenarlas y preparar el precursor del batiburrillo. Los primeros batiburrillos se cocinaron en recipientes de cobre con aceite de oliva o grasa de cerdo. Originalmente se lo comía con pan y vino.
Al principio los descendientes de Sebastián pensaron que la receta la había traído de su Guipúzcoa natal pero luego de investigar descubrieron que él la desarrolló luego de llegar a Paraguay en 1926. Posteriormente, los peones y sus amigos aprendieron a prepararlo y se extendió entre la población local hasta que desde los años 1930 se empezó a preparar exclusivamente a base de vacuno. Su consumo fue creciendo primero en el departamento de Misiones donde se volvió tan popular que se degusta en todos los acontecimientos como cumpleaños, casamientos, peñas folclóricas y fiestas patronales, acompañando al tradicional asado paraguayo. Actualmente es el plato tradicional del municipio de San Juan Bautista, además de estar incluido entre los platos típicos de Paraguay desde los años 1990.

### Ingredientes
Se prepara como un guiso usando menudencias de vacuno en especial hígado, riñón, tripas, lengua y corazón hervido por varias horas con pimiento verde, cebolla y ajo en una olla de hierro y usando leña de espinillo. Los condimentos son pimienta negra, y ají picante. El hígado es el último ingrediente agregado y se lo hace unos 20 minutos antes de terminar la cocción. Se sirve caliente y acompañado de mandioca y es un plato previo al asado a la estaca.

## Festival
El Festival del Batiburrillo, del Siriki y del Chorizo Sanjuanino es un evento organizado por al Municipalidad de San Juan Bautista y es de acceso gratuito. Tiene lugar en la plaza Boquerón de la ciudad. Incluye presentaciones musicales y danzas y han participado artistas como el músico Francisco Russo.